# معجم العلوم العصبية

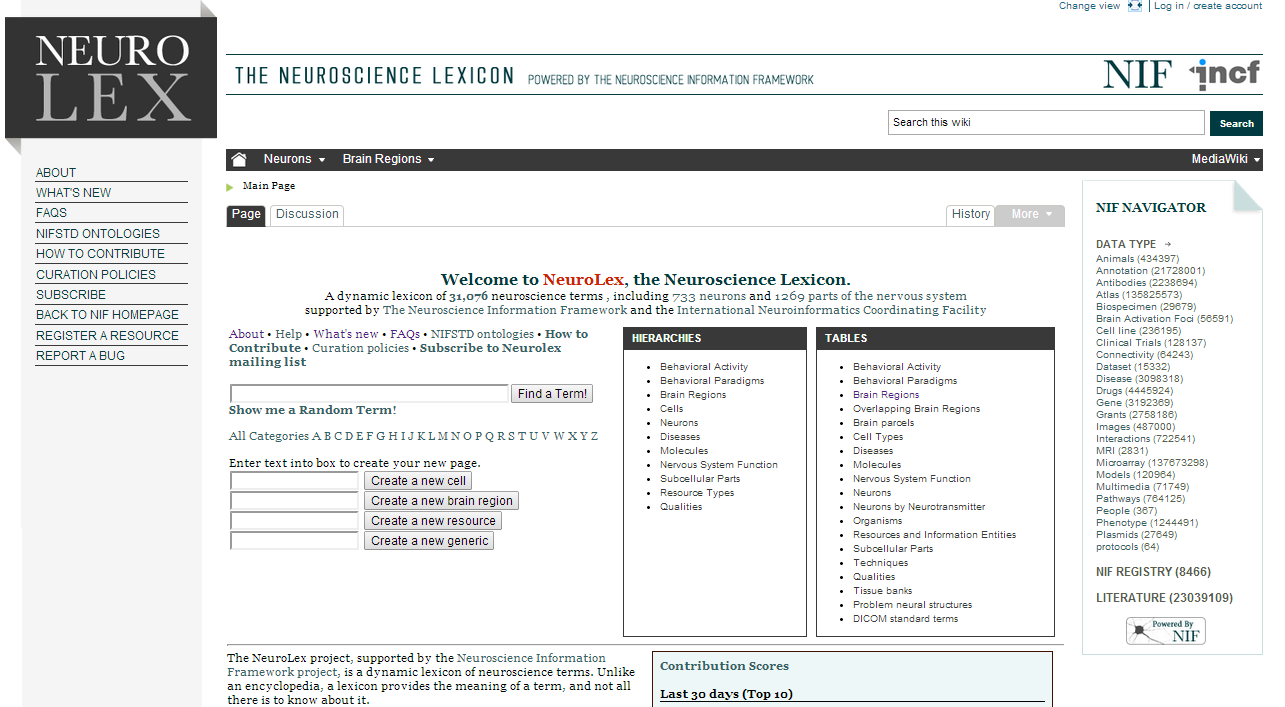
صُورة للمَوقع، الصُورة مُلتقطة بتاريخ 1 فبراير 2014

مُعجم العُلوم العَصبية (بالإنجليزية: Neuroscience Lexicon)‏ وَيُدعى اختصاراً (NeuroLex)، هوَ مُعجم ديناميكي للعلوم العَصبية.

## روابط خارجية
- المَوقع الرَسمي للمعجم.